# Consejo de Trabajo y Defensa
El Consejo de Trabajo y Defensa del Consejo de Comisarios del Pueblo de la República Socialista Federativa Soviética de Rusia y el Consejo de Trabajo y Defensa del Consejo de Comisarios del Pueblo de la Unión Soviética (del ruso: Совет труда и обороны) fueron las agencias responsables, entre 1920 y 1922, y entre 1923 y 1927, respectivamente, de la organización y gerencia de las estructuras económicas y de defensa de la RSFS de Rusia y de la Unión Soviética. Fue creada como una comisión del Consejo de Comisarios del Pueblo (Sovnarkom) a partir del Consejo de Defensa de los Obreros y Campesinos, que existió entre 1918 y 1920 y era el organismo supremo en cuanto a la organización económica durante la Guerra civil rusa. Lenin fue su presidente inaugural.
El 21 de agosto de 1923, poco después de la creación de la Unión Soviética, se estableció el Comité Estatal de Planificación (Gosplán) como una comisión del Consejo de Trabajo y Defensa, con la tarea de elaborar los planes quinquenales.

## Composición
- Presidente - era nombrado con este cargo el Presidente del Consejo de Comisarios del Pueblo de la URSS.
- Diputados del presidente - nombrados por el Sovnarkom
- Comisarios del Pueblo - a partir de 1923 el Consejo se componía de los comisarios del pueblo de asuntos militares y navales, del Consejo de Economía Estatal (Vesenja), de Trabajo, de Transporte, de Agricultura, de Alimentación, de la Inspección de Obreros y Campesinos (Rabkrín), de Finanzas y de Comercio Exterior.
- Representantes de los sindicatos en la Unión Soviética.
- Presidente de la Oficina Central de Estadística.